# Pierre-Élisabeth de Fontanieu
Pierre-Élisabeth de Fontanieu, né à Paris le 10 décembre 1731 et mort en 1784, fut intendant et contrôleur général du Garde-Meuble de la Couronne française de 1767 à sa mort, en 1784.

## Biographie
Il succède dans cette fonction à son père, Gaspard-Moïse de Fontanieu (1694-1767), marquis de Fiennes et de Fontanieu, contrôleur général des meubles de la Couronne de 1718 à 1767, et frère de Cécile Geneviève de Fontanieu, épouse de Charles Gabriel de Belzunce.
La principale réalisation de Fontanieu réside dans l'aménagement de l’Hôtel du Garde-Meuble Place Louis XV à Paris afin de satisfaire aux différents besoins de son administration : stockage, ateliers, appartements de fonction, écuries, cuisines, chaudronnerie, ateliers de tissage, de peintures, galeries d'exposition...
En Gentilhomme des Lumières, libertin et éclairé il va y regrouper avec un goût sûr et très averti la quintessence de ce qu'il y a de plus luxueux, raffiné et innovant en termes d'Arts Décoratifs et d'aménagements intérieurs au XVIIIe siècle orientant ainsi le goût français et européen et le poussant à un niveau d'excellence inégalé.
Marchands, artistes, artisans, mécènes défilent au Garde-Meuble sont reçus dans des pièces d'exposition parfois plus richement décorées que les maisons royales en vue de proposer le dernier cri en matière d'ornement à ces dernières.

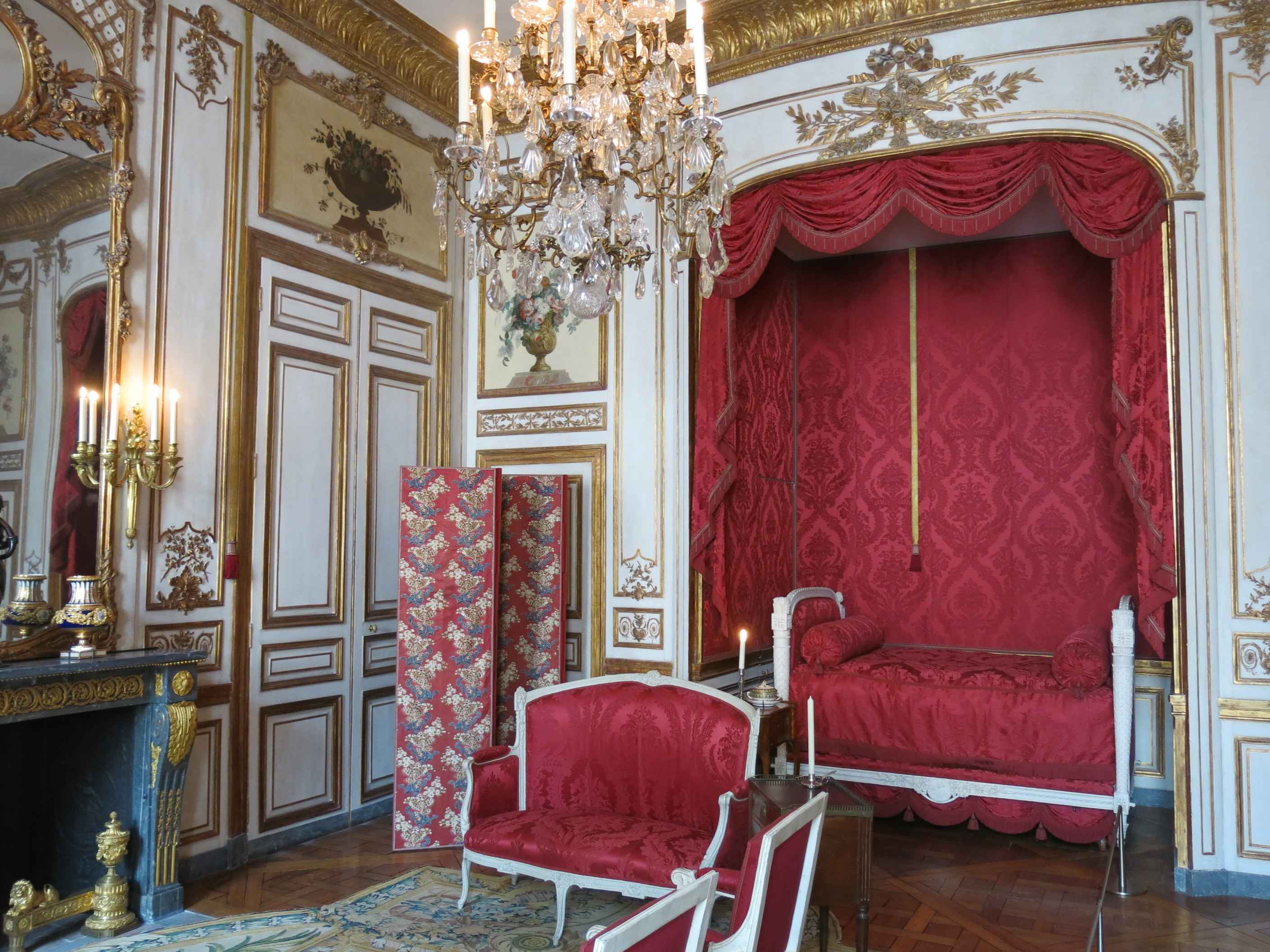
Sa chambre à l'hotel de la Marine

En 1777, Fontanieu inaugure également le principe de l'exposition et du Musée en ouvrant des galeries dédiées au public tous les premiers mardis de chaque mois entre 9 heures et 13 heures « de la Quasimodo à la Saint-Martin » (du premier dimanche après Pâques jusqu'au 11 novembre) .
En 1779, il devient membre de l'Académie royale des sciences de Suède.
Signalons une Collection de Vases inventés et dessinés par Mr. de Fontanieu, gravées par M. Niodot, daté de 1770. Le recueil, dont un exemplaire est conservé à l'INHA, contient une dédicace au roi et 47 planches dont 20 planches présentant en vis à vis les esquisses de modèles achevés de vases, les dernières feuilles exposent des pièces de tour montées sur de riches socles.
En janvier 1784, il demande à se retirer pour raisons de santé, Marc-Antoine Thierry de Ville-d'Avray qui le secondait officiellement depuis février 1784 devient contrôleur-général des meubles de la couronne à son décès en mai de la même année.